# Бекер, Николя Леонар
Николя Леонар Бажер (Бекер) (фр. Nicolas Léonard Bagert; 14 января 1770, Оберне, Нижний Рейн, Франция — 18 ноября 1840, замок Монс, Обья, Пюи-де-Дом, Франция) — французский военный деятель, дивизионный генерал (24 декабря 1805 года), граф Монс и Империи (декрет от 19 марта 1808 года, патент подтверждён в июне 1808 года), участник революционных и наполеоновских войн.

## Биография
В 1799 году назначен в дивизию генерала Серюрье в Италии, взят в плен в деле под Адиджей, отпущен «под слово». В 1802 году воевал в составе армии с повстанцами на Сан-Доминго.
В кампанию 1805 года командовал бригадой в пехотной дивизии Сюше 5-го корпуса Великой Армии, за отличие в сражении при Аустерлице произведён 24 декабря 1805 года в дивизионные генералы. 11 августа 1806 года — командир 2-й драгунской дивизии 6-го армейского корпуса, 5 ноября 1806 года — командир 5-й драгунской дивизии корпуса резервной кавалерии, принимал участие в Прусской и Польской кампаниях, отличился в сражении при Пултуске, с 11 мая 1807 года по 11 октября 1808 года — начальник штаба 5-го корпуса Массена, пользовался расположением маршала.
В 1809 году, за публичную критику императора Наполеона, удалён со службы, несмотря на протесты маршала Массены. После поражения Наполеона в ходе Ста дней, именно генералу Бекеру временное правительство Франции поручило быть при нём своим представителем (фактически арестовало.) Бекер экскортировал Наполеона до порта Рошфор, где 7 июля 1815 года Наполеон сдался англичанам. По просьбе Наполеона, Бекер не сопровождал его на «Беллерофонт», чтобы не создавать видимость что он под арестом.
После Второй реставрации Бурбонов уволен со службы. Только в 1825 году был награждён орденом Святого Людовика.

## Личная жизнь
Генерал Бекер был женат на сестре знаменитого генерала Луи Дезе, Антуанетте Дезе (1764—1816). Их брак был заключен вскоре после сражения при Маренго, где Дезе особо отличился и погиб. Единственный сын от этого брака, Наполеон Бекер, крестник императора и императрицы, умер бездетным при жизни отца, и графский титул перешел к племяннику генерала.

## Титулы
- Граф де Монс и Империи (фр. comte de Mons et de l'Empire; декрет от 19 марта 1808 года, патент подтверждён 24 июня 1808 года)[2].

## Награды
Легионер ордена Почётного легиона (11 декабря 1803 года)
 Коммандан ордена Почётного легиона (14 июня 1804 года)
 Большой крест баварского военного ордена Максимилиана Иосифа (9 сентября 1807 года)
 Великий офицер ордена Почётного легиона (31 мая 1809 года)
 Кавалер ордена Железной короны (1810 год)
 Кавалер военного ордена Святого Людовика (1814 год)
 Большой крест ордена Почётного легиона (21 марта 1831 года)

## Образ в кино
- «Наполеон: путь к вершине» (Франция, Италия, 1955) — актёр Жан-Жак Делбо[фр.]